# ノウタケ
ノウタケ（脳茸、学名: Calvatia craniiformis）はノウタケ属に属するキノコの一種である。世界的に分布する。若い子実体は、人間の脳に似たしわを持つ特徴的な外見を持つ。

## 生態
夏から秋にかけて、コナラ、クヌギなどの広葉樹やマツなどの針葉樹の林床や草地、芝生に発生する。

## 形態
子実体は頭部と柄からなる。頭部は卵球形で、径5 - 10センチメートル (cm) 、高さ6 - 10 cmほどになる。表面の色は茶褐色または白色で、細かなビロード状の細毛が密集して、成菌になると不規則なしわになる。
内部の肉は白色のマシュマロ状かはんぺん状で、老菌になると悪臭のある汁を分泌して黄褐色になる。熟しすぎると悪臭を発するようになり、形状も最後には糸くずのようになる。胞子が成熟すると、頭部が割れて胞子を飛散させる。

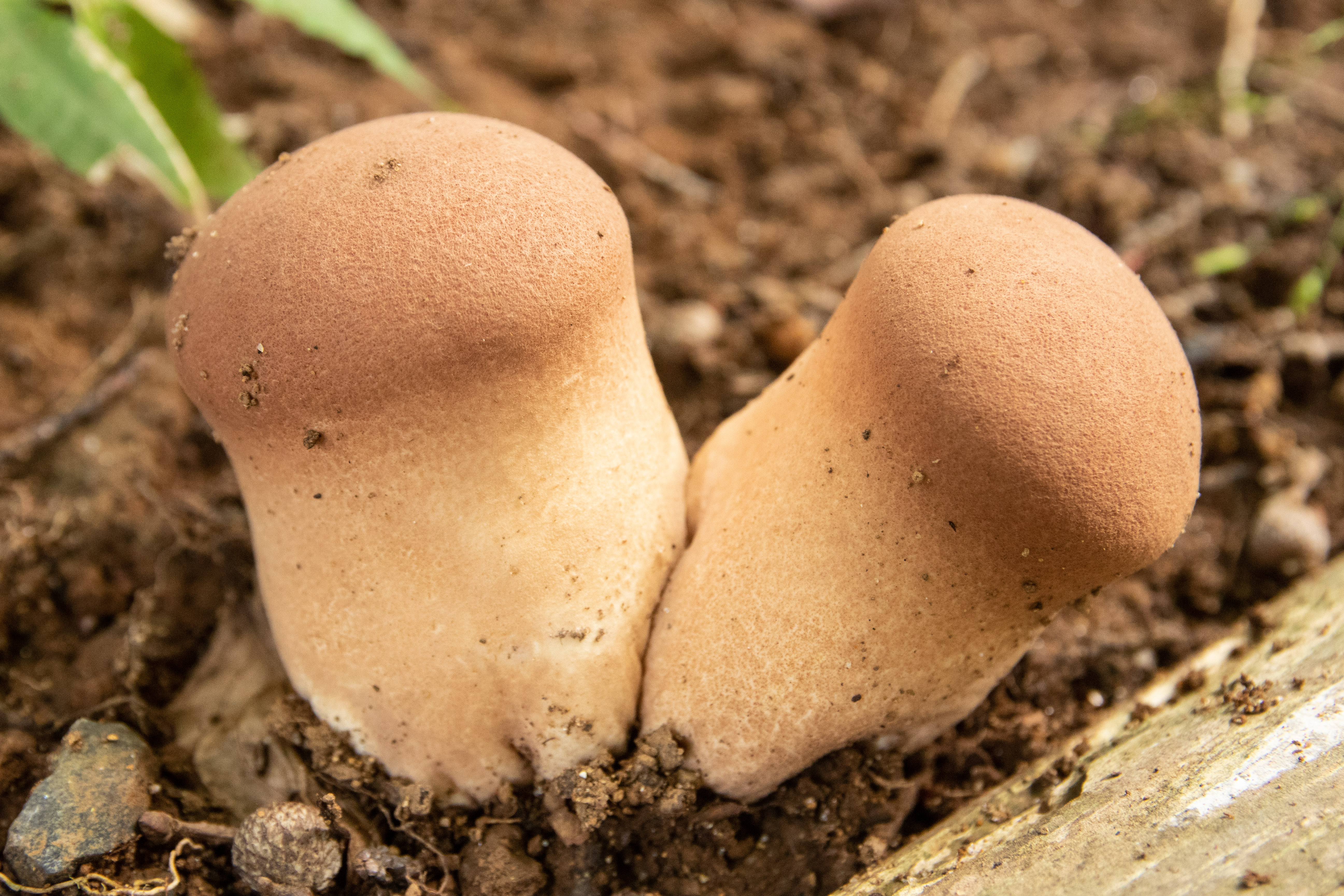
幼菌
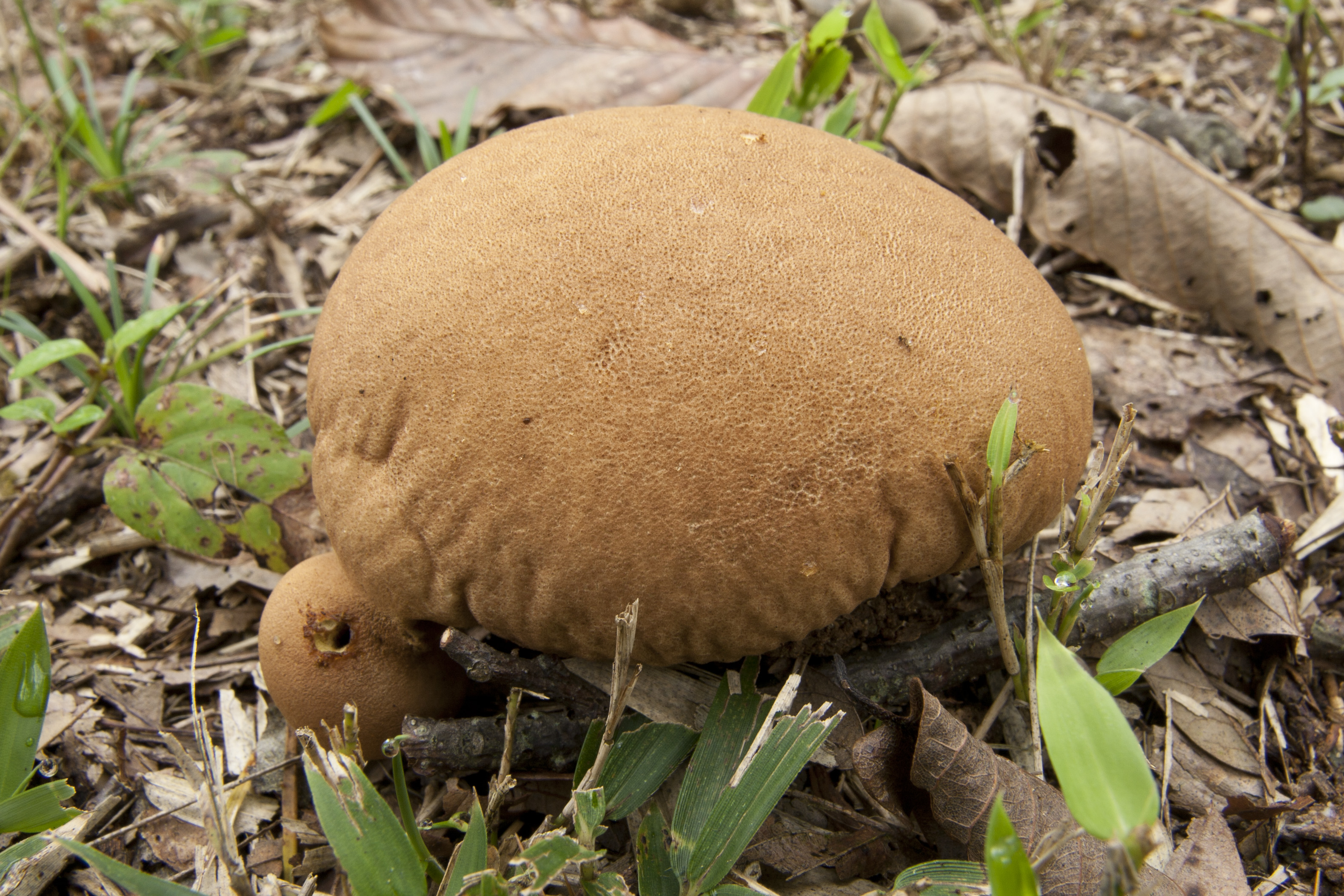
若いうち茶褐色のビロード状
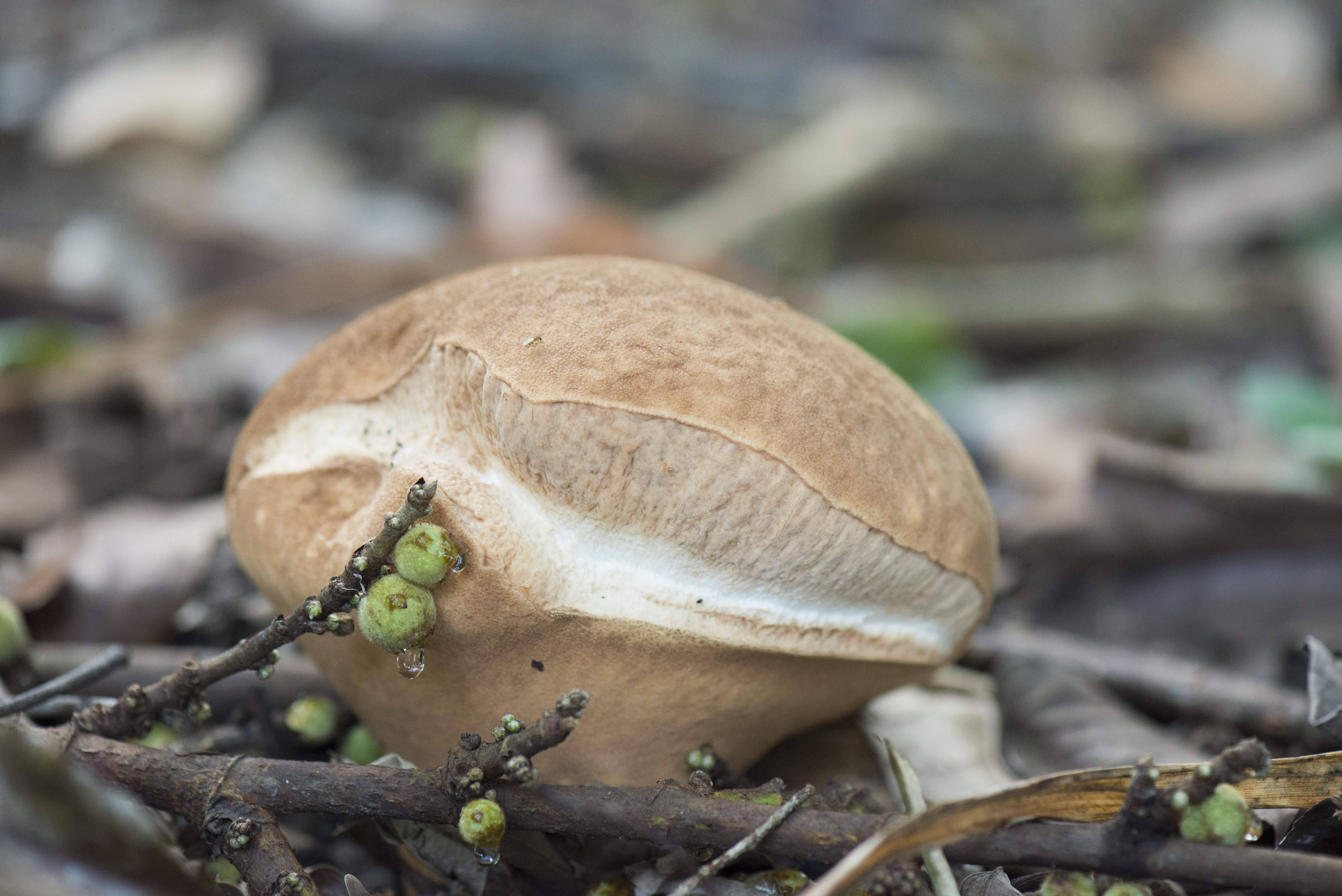
割れて見える肉は白色
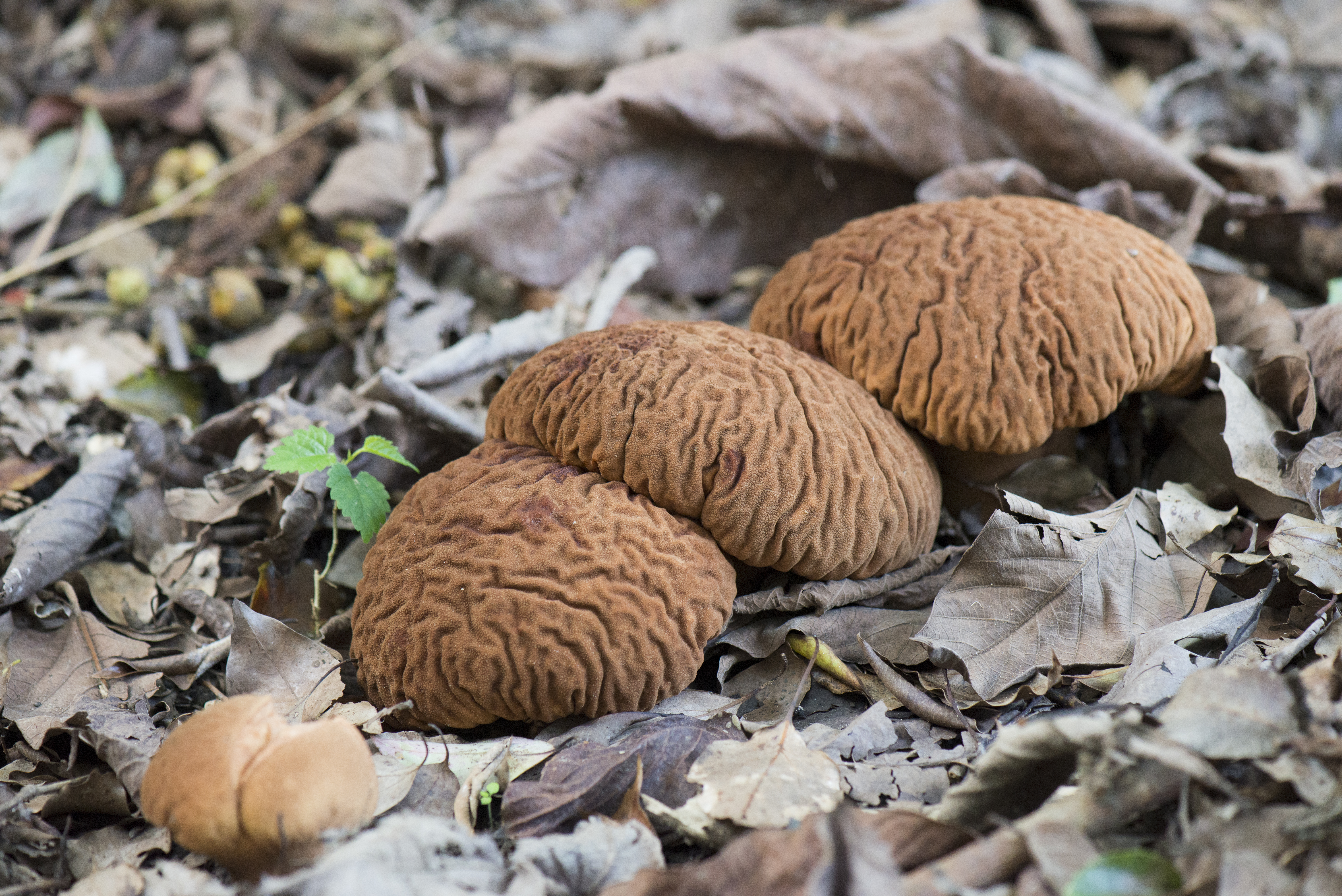
成菌は不規則なしわになる

## 食用
ホコリタケ類の中では最も美味とされるが、その特異な外観からキノコ狩りの対象になることはあまりない。肉が白い若いキノコを熱湯にくぐらせてから調理する。外皮をむいて、バター炒め、すき焼き、酢の物、からし和え、けんちん汁、すまし汁などにする。